# Fidel Barajas
Fidel Barajas Juárez Jr. (Sacramento, California, 5 de abril de 2006) es un futbolista Mexico-americano. Actualmente juega en el D. C. United de la Major League Soccer y se desempeña como mediocampista. Es seleccionado nacional juvenil para la federación mexicana de fútbol, aunque anteriormente lo fue por los Estados Unidos.

## Trayectoria
Barajas se formó como jugador en las inferiores del Sacramento Republic y el San Jose Earthquakes.El 3 de septiembre de 2022, firmó su primer contrato profesional con el Charleston Battery de la USL Championship.
Debutó en la USL el 1 de octubre de 2022 en la derrota por 6-3 ante Hartford Athletic, entrando al minuto 71 y registrando una asistencia.
A partir de Julio del 2025 fue anunciado como refuerzo para el Atlético de San Luis. 

## Selección nacional
Fue seleccionado por la selección sub-17 de Estados Unidos y luego por la selección sub-17 de México en 2022.

## Estadísticas

### Clubes
Actualizado al último partido disputado el 22 de junio de 2024.
| Club                              | Div.          | Temporada     | Liga  | Liga  | Liga   | Copas nacionales | Copas nacionales | Copas nacionales | Copas internacionales | Copas internacionales | Copas internacionales | Total | Total | Total  |
| Club                              | Div.          | Temporada     | Part. | Goles | Asist. | Part.            | Goles            | Asist.           | Part.                 | Goles                 | Asist.                | Part. | Goles | Asist. |
| --------------------------------- | ------------- | ------------- | ----- | ----- | ------ | ---------------- | ---------------- | ---------------- | --------------------- | --------------------- | --------------------- | ----- | ----- | ------ |
| Charleston Battery Estados Unidos | 2.ª           | 2022          | 3     | 0     | 2      | 0                | 0                | 0                | —                     | —                     | —                     | 3     | 0     | 2      |
| Charleston Battery Estados Unidos | 2.ª           | 2023          | 32    | 5     | 11     | 2                | 0                | 0                | —                     | —                     | —                     | 34    | 5     | 11     |
| Charleston Battery Estados Unidos | Total club    | Total club    | 35    | 5     | 13     | 2                | 0                | 0                | 0                     | 0                     | 0                     | 37    | 5     | 13     |
| Real Salt Lake Estados Unidos     | 1.ª           | 2024          | 17    | 0     | 2      | 1                | 0                | 1                | —                     | —                     | —                     | 17    | 0     | 2      |
| Real Salt Lake Estados Unidos     | Total club    | Total club    | 17    | 0     | 2      | 1                | 0                | 1                | 0                     | 0                     | 0                     | 18    | 0     | 3      |
| Total carrera                     | Total carrera | Total carrera | 52    | 5     | 15     | 3                | 0                | 1                | 0                     | 0                     | 0                     | 55    | 5     | 16     |